# Wojciech Jackowski
Wojciech (Alabert) Jackowski herbu Ryś – ławnik ziemski michałowski w latach 1765–1772, wiceregent grodzki chełmiński w 1758 roku.

## Życiorys
W załączniku do depeszy z 2 października 1767 roku do prezydenta Kolegium Spraw Zagranicznych Imperium Rosyjskiego Nikity Panina, poseł rosyjski Nikołaj Repnin określił go jako posła właściwego dla realizacji rosyjskich planów na sejmie 1767 roku, poseł powiatu sztrasburskiego na sejm 1767 roku. 